# سیارک ۱۵۷۳۳۲
سیارک ۱۵۷۳۳۲ (به انگلیسی: 157332 Lynette، نامگذاری:2004TL20) صد و پنجاه و هفت هزار و سیصد و سی و دومین سیارک کشف شده‌است که در ۱۵ اکتبر ۲۰۰۴ کشف شد.